# Frou-Frou (film 1955)
Frou-Frou è un film del 1955 diretto da Augusto Genina al suo ultimo film.

## Trama
Quattro uomini facoltosi e di una certa età (il principe russo Vladimir Bilinsky, Jean Sabatier, il colonnello Cousinet-Duval, il conte italiano Sigismondo Meursault) prendono sotto la loro protezione la sedicenne Antoinette Dubois soprannominata Frou Frou. Nessuno di loro ha il diritto di sedurla.
La ragazza studia canto e diventa una cantante di successo, innamorandosi di Henri de Gaspar, che diventa il suo primo amante. Abbandonata da lui, dopo degli anni passati in Russia con il principe Vladimir, ritorna in Francia, dove ha una relazione con un pittore, Michel Artus. Dopo il suicidio di questi, alleva da sola la figlia Michèle, che poi lascerà partire lontano insieme all'uomo che ama.